# Crown City
Crown City é uma vila localizada no estado norte-americano de Ohio, no Condado de Gallia.

## Demografia
Segundo o censo norte-americano de 2000, a sua população era de 411 habitantes.
Em 2006, foi estimada uma população de 436, um aumento de 25 (6.1%).

## Geografia
De acordo com o United States Census Bureau tem uma área de 2,9 km², dos quais 2,8 km² cobertos por terra e 0,1 km² cobertos por água.

## Localidades na vizinhança
O diagrama seguinte representa as localidades num raio de 24 km ao redor de Crown City.